# Diocesi di Coronea
La diocesi di Coronea (in latino Dioecesis Coronensis) è una sede soppressa e sede titolare della Chiesa cattolica.

## Storia
Coronea è un'antica sede vescovile della Grecia. Inizialmente suffraganea dell'arcidiocesi di Corinto, nel IX secolo entrò a far parte della metropolia di Atene, come documentato dalle Notitiae Episcopatuum a partire da quella redatta dall'imperatore bizantino Leone VI (886-912).
Secondo un'antica tradizione, Onesiforo, discepolo di san Paolo, sarebbe stato primo vescovo di Coronea. Due soli sono i vescovi storicamente certi. Agatocle prese parte al concilio di Efeso del 431. Afobio sottoscrisse nel 458 la lettera dei vescovi della Grecia all'imperatore Leone dopo la morte di Proterio di Alessandria; l'anno seguente sottoscrisse il decreto sinodale di Gennadio I di Costantinopoli contro i simoniaci. La città fu distrutta da un terremoto nel 551 e con essa scomparve anche la diocesi.
Dopo la quarta crociata (1204) fu istituita una sede di rito latino, sulla quale ci sono pochissime informazioni. Raymond Janin (Dict. Hist. Géogr. Eccl.) attribuisce a Coroneia sette vescovi titolari tra XIV e XVI secolo.
Dal 1933 Coronea è annoverata tra le sedi vescovili titolari della Chiesa cattolica; la sede è vacante dal 4 agosto 1967.

## Cronotassi

### Vescovi greci
- Sant'Onesiforo † (I secolo)
- Agatocle † (menzionato nel 431)
- Afobio † (prima del 458 - dopo il 459)

### Vescovi titolari
- Jean Reez de Probeno (o Recz de Bochum), O.E.S.A. † (1313 - ?)
- Arnaldo † (? - 1390 deceduto)
- Pierre de Ficali, O.E.S.A. † (5 marzo 1390 - ?)
- Everardo, O.Carm. † (1397 - ?)
- Martino † (? - 1419 deceduto)
- Proculo di Lepays, O.P. † (15 gennaio 1420 - ?)
- Georges Fuchi † (1506 - ?)
- Milton Corrêa Pereira † (23 agosto 1962 - 4 agosto 1967 nominato vescovo di Garanhuns)[6]